# S5L8723
Der Samsung S5L8723 ist ein  von Samsung für Apple hergestellter System-on-a-Chip (SoC). Er kombiniert eine ARM-CPU mit SDRAM-Speicher zusammen auf einem Chip.
Der S5L8730 wurde zusammen mit dem iPod nano der 6. Generation am 1. September 2010 eingeführt. 
Eine andere Bezeichnung für den S5L8723 ist APL3278. Er gehört zu den S5L SoCs.

## Beschreibung
Der S5L8723 enthält einen 32-Bit ARMv6 kompatiblen ARM11-Hauptprozessor. Die Größe des Speichers beträgt 64 MB. Im Gegensatz zum Vorgänger-SoC, dem S5L8730 kann der S5L8723 keine Videos wiedergeben. Dies war unter anderem ein größerer Kritikpunkt am iPod nano der 6. Generation.